# 퓨처 베이스
퓨처베이스는 변조된 신시사이저 베이스를 강조하는 EDM의 장르 또는 기술에 대한 포괄적인 용어다. 이 장르는 Flume, Lido, Cashmere Cat와 같은 프로듀서에 의해 개척되었다. 그리고 2010년대 초 Louis the Child, 마시멜로, Mura Masa에 의해 대중화되었다. 2016년은 그 장르의 전성기였다.

## 역사
퓨처 베이스의 뿌리는 2006년에 발매된 베리얼의 "Burial"에서 시작된다고 할 수 있다. Rustie, Hudson Mohawke & RL Grime가 퓨처 베이스를 발굴하고 2010년에 퓨처베이스를 작곡하기 시작했다.이 장르에서 처음으로 인기를 끈 것은 2011년 Rustie의 앨범 Glass Swords이다. 나중에 2013년 Flume의 리믹스 "Disclosure - You & Me"는 그 장르를 메인스트림으로 만들었다. 그리고, 퓨처베이스는 영국, 미국, 일본, 중국, 한국 그리고 오스트레일리아에서 인기있는 장르가 되었다.

## 특징
사운드는 오토메이션이나 오디오 필터의 컷오프를 조정하는 LFO로 만든다. 또한, "라이저"(드롭 전에 나오는 백색 소음 빌드업) 및 아르페지오 코드, 보컬 찹 또는 보코더 중 다소 "twinkly"한 소리가 나는 점차적 피치 상승을 사용하는 것이 보통이다.

## 하위 장르

### 카와이 퓨처 베이스
카와이 퓨처 베이스 또한 카와이 베이스라고 불리는 것은 퓨처 베이스의 하위 장르이다. 밝은 분위기를 가지고, 일본 팝 문화의 영향을 강하게 받았다. 종종, 칩튠 사운드, 부드러운 사각 파형, 애니메이션의 샘플링, 타악기, 그리고 문의 삐걱 거리는 소리가 포함된다. Snail's House 등의 프로듀서는 이런 장르의 트랙을 만들어 오고 있다. 2015년 Snail's House가 이 장르를 개척했다고 알려져 있다.

## 관련 프로듀서
- The Chainsmokers
- San Holo
- RL Grime
- Krewella
- Marshmello
- Martin Garrix
- Flume
- Yunomi
- Illenium
- Droeloe
- EmoCosine

## 들어보기
- Rogue - Let's Talk - 유튜브
- Kawaii Bass Mix - 유튜브